# Pod Lag
Pod Łąg [pronunciación en polaco: /pɔd wɔŋk/] es un pueblo ubicado en el distrito administrativo de Gmina Czersk, dentro del condado de Chojnice, Voivodato de Pomerania, en el norte de Polonia. Se encuentra a unos 4 kilómetros al este de Czersk, a 34 kilómetros al este de Chojnice, y a 75 kilómetros al suroeste de la capital regional Gdańsk.
El pueblo tiene una población de 130 habitantes.